# Passerelle de la chaussée de Stockel
Le projet de la passerelle de Stockel s’inscrit dans un vaste projet mené par l’IBGE (Institut Bruxellois pour la Gestion de l’Environnement) visant à valoriser les espaces verts que compte la capitale. Un point important de cette valorisation tient au rattachement d’un bon nombre de ces espaces à un réseau de promenade continu et détaché de la circulation automobile. C’est dans ce cadre que le projet d’une passerelle enjambant l’avenue de Stockel fut développé.
Cet ouvrage d'art comporte une partie supérieure comprimée et une partie inférieure tendue. La première était réalisée à partir d’un unique élément de bois la seconde est composée de deux éléments d’acier venant de part et d’autre du tablier. Des diagonales d’acier assurent la liaison entre les deux parties.
En juin 2015, la partie supérieure en bois a été remplacée par une pièce en acier à la suite d'un problème de stabilité.